# Pinza para caracoles

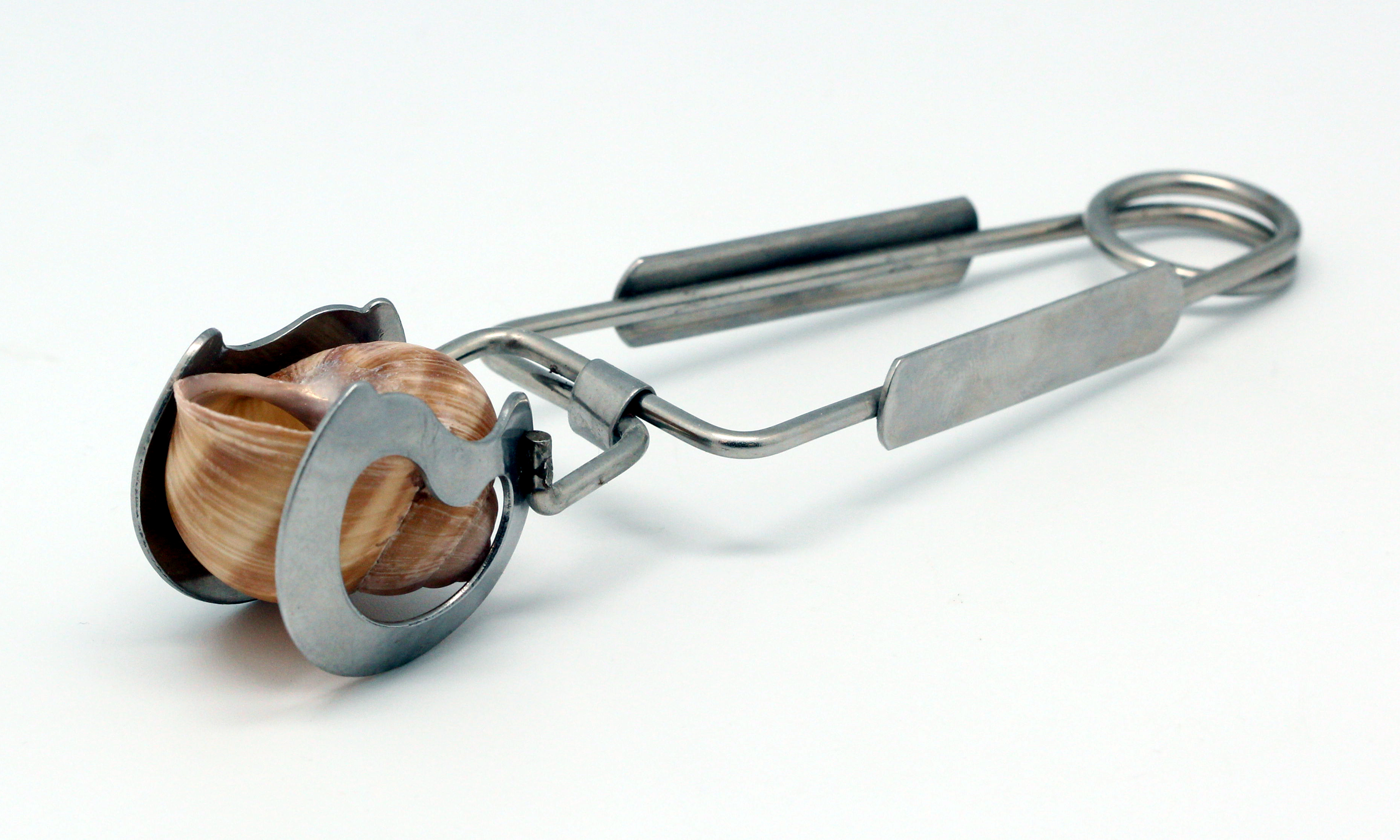
Pinza para caracoles.

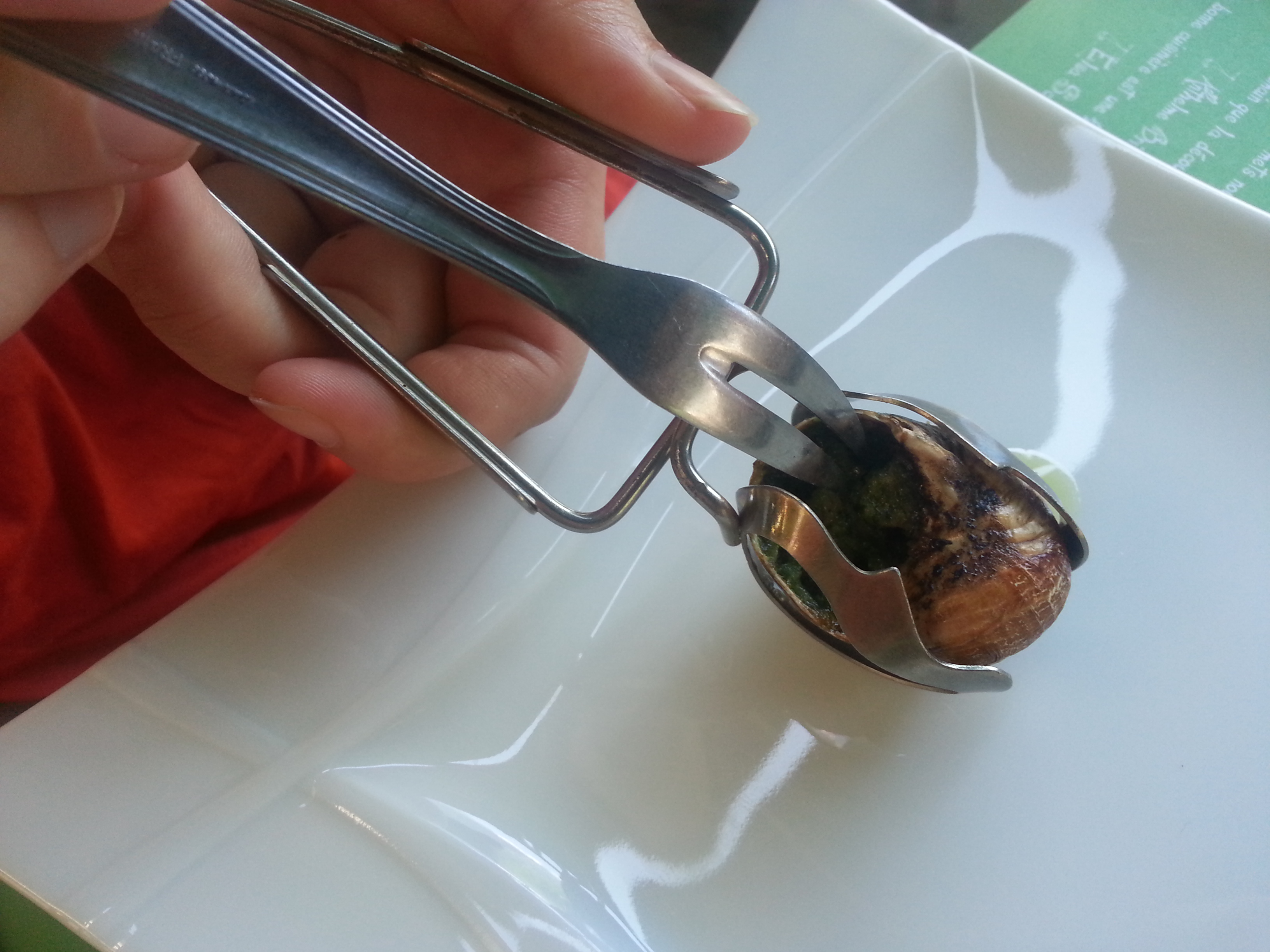
Caracol a la Borgoña, tomado con pinzas para caracol, se observa también el tenedor para caracol siendo utilizado para extraer el cuerpo del molusco de su caparazón.

La pinza para caracol o sacacaracoles es un cubierto de mesa que se utiliza como herramienta para comer caracoles en sus caparazones.
Esta herramienta está hecha de acero inoxidable y tiene dos mangos conectados con un conjunto de abrazaderas curvas o cabezales de herramienta con aberturas. La curvatura de la cabeza de la herramienta está conformada para sostener la caparazón del caracol de manera segura evitando se resbale, de modo que se pueda insertar un tenedor para caracol a través de la abertura en la cabeza de las pinzas y en la abertura del caparazón para acceder a la carne del caracol.